# Isabella van Lotharingen (1400-1453)
Isabella I van Lotharingen (1400 - Angers, 28 februari 1453) was regerende hertogin van Lotharingen uit het adellijk huis Châtenois. Zij regeerde van 1431 tot 1453 in dit hertogdom van het Rooms-Duitse Rijk, dat haar man René I van Anjou, co-hertog, verenigde met zijn hertogdom Bar. Isabella was als zijn gemalin ook hertogin van Anjou, koningin van Napels en Jeruzalem, alsook gravin van Maine, Provence, Forcalquier en van Guise.

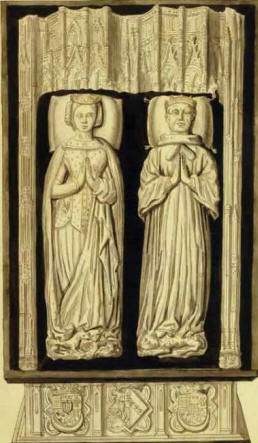
Isabella I van Lotharingen (links) en René van Anjou (rechts), voormalig graf in de kathedraal van Angers.

## Familie
Isabella was een dochter van hertog Karel II van Lotharingen en Margaretha van Wittelsbach (1376-1434). Haar vader had zich van het pro-Engelse en pro-Bourgondische kamp afgekeerd in de Honderdjarige Oorlog. Hij had een bondgenootschap met de dauphin gesloten, de latere Karel VII van Frankrijk die geholpen werd door Jeanne d'Arc. Als gevolg hiervan was Isabella uitgehuwelijkt aan René I van Anjou, een medestander van kroonprins Karel. Zij huwden in Nancy in 1420. Kort nadien versloeg René I van Anjou zijn concurrent Adolf van Gulik-Berg in het hertogdom Bar (1422) en werd hij hertog van Bar.

## Bar en Lotharingen
Na de dood van haar vader Karel II (1431) werd Isabella beleend met het hertogdom Lotharingen. Haar man verenigde Lotharingen met zijn hertogdom Bar doch beide hertogdommen behielden hun instellingen. Van 1431 tot 1437 hield hertog Filips de Goede van Bourgondië haar man gevangen; Filips betwistte immers haar bestuur, als vrouw, over Lotharingen. Isabella bestuurde ondertussen als regentes de verschillende losse vorstendommen van haar man, inclusief Napels waar ze met een leger heen trok (1435). Dit was nodig om de ambitieuze koning Alfons V van Aragon van het huis Trastamara te stoppen. Pas in 1438 geraakte René bij zijn vrouw in Napels doch ze moesten vervolgens de vlucht nemen voor de Aragonezen. 
Wanneer Isabella stierf in 1453 gaf René I de hertogskroon van Lotharingen door aan zijn zoon Jan II doch behield zijn hertogdom Bar. René I liet een praalgraf voor zijn vrouw en zichzelf bouwen in de kathedraal van Angers. René I schreef het verdriet van weduwnaar neer in twee manuscripten: Le Mortifiement de Vaine Plaisance en Le Livre du Cuer d'Amours Espris.

## Kinderen
Isabella en René hadden de volgende kinderen:
- Isabella, jong gestorven
- Jan II van Lotharingen (1425-1470), hertog van Opper-Lotharingen
- Lodewijk, markies van Pont-à-Mousson (1427-1445)
- Nicolaas (1428-1430)
- Yolande (1428-1483), gehuwd met graaf Ferry II van Vaudémont
- Margaretha van Anjou (1430-1482), gehuwd met koning Hendrik VI van Engeland
- Karel (1431-1432)
- Louise (1436-1438)
- Anna (1437-1450)

## Voorouders
| Voorouders van Isabella van Lotharingen | Voorouders van Isabella van Lotharingen                                            | Voorouders van Isabella van Lotharingen                                            | Voorouders van Isabella van Lotharingen                                             | Voorouders van Isabella van Lotharingen                                             | Voorouders van Isabella van Lotharingen                                            | Voorouders van Isabella van Lotharingen                                            | Voorouders van Isabella van Lotharingen                                            | Voorouders van Isabella van Lotharingen                                            |
| --------------------------------------- | ---------------------------------------------------------------------------------- | ---------------------------------------------------------------------------------- | ----------------------------------------------------------------------------------- | ----------------------------------------------------------------------------------- | ---------------------------------------------------------------------------------- | ---------------------------------------------------------------------------------- | ---------------------------------------------------------------------------------- | ---------------------------------------------------------------------------------- |
| Overgrootouders                         | Rudolf van Lotharingen (1320-1346) ∞ 1334 Marie van Blois (1323-1363)              | Rudolf van Lotharingen (1320-1346) ∞ 1334 Marie van Blois (1323-1363)              | Everhard II van Württemberg (1315-1392) ∞ 1342 Elisabeth van Henneberg-Schleusingen | Everhard II van Württemberg (1315-1392) ∞ 1342 Elisabeth van Henneberg-Schleusingen | Ruprecht II van de Palts (1325-1398) ∞ Beatrix van Sicilië (1326-1365)             | Ruprecht II van de Palts (1325-1398) ∞ Beatrix van Sicilië (1326-1365)             | Frederik V van Neurenberg (1333-1398) ∞ Elisabeth van Meißen (1329-1375)           | Frederik V van Neurenberg (1333-1398) ∞ Elisabeth van Meißen (1329-1375)           |
| Grootouders                             | Jan I van Lotharingen (1346-1390) ∞ 1361 Sophia van Württemburg (1343-1369)        | Jan I van Lotharingen (1346-1390) ∞ 1361 Sophia van Württemburg (1343-1369)        | Jan I van Lotharingen (1346-1390) ∞ 1361 Sophia van Württemburg (1343-1369)         | Jan I van Lotharingen (1346-1390) ∞ 1361 Sophia van Württemburg (1343-1369)         | Ruprecht van de Palts (1352-1410) ∞ Elisabeth van Neurenberg (1358-1411)           | Ruprecht van de Palts (1352-1410) ∞ Elisabeth van Neurenberg (1358-1411)           | Ruprecht van de Palts (1352-1410) ∞ Elisabeth van Neurenberg (1358-1411)           | Ruprecht van de Palts (1352-1410) ∞ Elisabeth van Neurenberg (1358-1411)           |
| Ouders                                  | Karel II van Lotharingen (1364-1431) ∞ 1361 Margaretha van Wittelsbach (1376-1434) | Karel II van Lotharingen (1364-1431) ∞ 1361 Margaretha van Wittelsbach (1376-1434) | Karel II van Lotharingen (1364-1431) ∞ 1361 Margaretha van Wittelsbach (1376-1434)  | Karel II van Lotharingen (1364-1431) ∞ 1361 Margaretha van Wittelsbach (1376-1434)  | Karel II van Lotharingen (1364-1431) ∞ 1361 Margaretha van Wittelsbach (1376-1434) | Karel II van Lotharingen (1364-1431) ∞ 1361 Margaretha van Wittelsbach (1376-1434) | Karel II van Lotharingen (1364-1431) ∞ 1361 Margaretha van Wittelsbach (1376-1434) | Karel II van Lotharingen (1364-1431) ∞ 1361 Margaretha van Wittelsbach (1376-1434) |